# Pilea sublucens
Pilea sublucens är en nässelväxtart som beskrevs av Hugh Algernon Weddell. Pilea sublucens ingår i släktet pileor, och familjen nässelväxter. Inga underarter finns listade i Catalogue of Life.